# Рудолф I (Саксония-Витенберг)
Рудолф I (на немски: Rudolf I.; * 1284; † 12 март 1356) е херцог на Саксония-Витенберг (1298 – 1356), първият курфюрст на Курфюрство Саксония от род Аскани (1355 – 1356) и райхсмаршал на Свещената Римска империя (1298 – 1356). Получава сан курфюрст през 1355 г. в Прага от император Карл IV за поддръжка в борбата за императорска власт.

## Произход
Рудолф I произлиза от род Аскани от Саксония-Витенберг. Той е син на курфюрст и райхсмаршал Албрехт II († 25 август 1298). Майка му Агнес (1257 – 1322) е сестра на римско-немския крал Албрехт I от Хабсбургите.

## Управление
След смъртта на баща му на 25 август 1298 г. Рудолф I е още малолетен. От майка си Рудолф I получава още през 1290 г. графството Брена и околностите, които първо са управлявани от нея. По това време тя го праща за възпитаване при брат ѝ Албрехт I. Тя е негова регентка в Саксония-Витенберг до 1302 г.
На старите жители в неговата територия той забранява славянския език и под влиянието на майка му започва гонитба на евреите от Витенберг. През 1308 г. след убийството на чичо му Албрехт I († 1 май 1308) той дава гласа си на 27 ноември 1308 г. на граф Хайнрих VII от Люксенбург и му помага с пари и войска. Така спечелва подкрепата на бъдещия император на Свещена Римска империя.
През 1340 г. той построява дворец Витенберг.
В резултат на посредническа дейност Рудолф завързва връзка с пражкия двор, което се оказва важно след изборите през 1346 година, когато за император при сложни условия е избран чешкия крал Карл IV Люксембургски. Рудолф е единствения курфюрст присъстващ на неговата коронация. За благодарност за поддръжката, той през 1347 година получава Алтмарк; така граница между Саксония и Бранденбург става река Елба. През 1350 година отношенията се развалят, когато император Карл утвърждава Людвиг Баварски за маркграф на Бранденбург и Лужица. Отношенията се възстановяват след като Карл отдава на Рудолф Валхенхоф в Прага, находящ се на Мала страна.
Най-големият си успех Рудолф преживява на 4 октомври 1355 година, когато императорът издава „Златната Була“, която приема за курфюрствата закон за първородството; прави курфюрствата неделими и предоставя титула „курфюрст на Саксония“ на Сакс-витенбергския клон.
Рудолф I умира на 12 март 1356 г. във Витенберг, където първо е погребан във францисканската църква и е преместен през 1883 г. в дворцовата църква.

## Фамилия
Първи брак: 1298 г. с маркграфиня Юта (Бригита) от Бранденбург († 9 май 1328, Витенберг), дъщеря на маркграф Ото V от Бранденбург. Те имат децата:
- Алберт († малък 4 юли 1329)
- Йохан († малък)
- Ана († 1328/29) ∞ Бернхард от Полша († 1356)
- Рудолф II (* 1307; † 6 декември 1370) – втори курфюрст на Курфюрство Саксония ∞ графиня Елизабет от Линдов и Рупин
- Елизабет († 1353) ∞ пр. 22 юни 1344 Валдемар I, княз на Анхалт-Цербст († 1367)
- Агнес († 4 януари 1338) ∞ Бернхард III от Анхалт-Бернбург (1300 – 1348)
- Ото († 30 март 1350) ∞ Елизабет († 1384), дъщеря на Вилхелм от Брауншвайг-Люнебург
- Беатрикс († сл. 26 февруари 1345 манастир Косвиг) ∞ 27 януари 1337 Албрехт II от Анхалт-Цербст (1306 – 1362)

Втори брак: 28 август 1328 г. с Кунигунда от Полша (1298; † 9 април 1333), дъщеря на крал Владислав I Локетек от Полша и на Хедвиг от Калиш. Била е вдовица на силезкия херцог Бернхард II от херцогство Швидница-Явор. Те имат едно дете:
- Миско (също Месико) (* 1330; † 1350) ∞ Евдоксия

Трети брак: 1333 г. с Агнес от Линдов (* 18 декември 1314; † 9 май 1343), дъщеря на граф Улрих I от Линдов, преди това омъжена с херцог Хайнрих II фон Мекленбург († 1329). Те имат децата:
- Вилхелм († млад)
- Венцел (* 1337; † 1388 Целе) – трети курфюрст на Курфюрство Саксония ∞ 23 януари 1367 Цецилия (1350 – 1434), дъщеря на Франческо I да Карара от Падуа
- Хелена († 2 април 1367) ∞ 1353 Йохан I от Хардег, бургграф на Магдебург († 1 януари 1394)